# Музеен остров
Музеен остров (на немски: Museumsinsel) е название на един от най-значимите европейски музейни комплекси. Разположен е в северната част на остров Шпрееинзел и се намира в историческия център на Берлин. Изгражда се по нареждане на пруските крале между 1824 и 1930 г. През 1999 г. е включен в списъка на световното културно наследство на ЮНЕСКО.
На територията на комплекса се намират пет големи музея: Стар музей (Altes Museum), Нов музей (Neues Museum), Стара национална галерия (Alte Nationalgalerie), музей Боде (Bode Museum), музей Пергамон (Pergamon Museum). От 1993 г. те се осъвременяват и реконструират в рамките на специален генерален план (Masterplan Museumsinsel). В съответствие с него през 2018 г. е завършено строителството на нова сграда – Галерия Джеймс Симон (James-Simon-Galerie). Тя е мултифункционална, свързана е с останалите музеи и играе ролята на вход към комплекса. Официално е открита на 12 юли 2019 г.

## История
През Средновековието ниската северна част на Шпрееинзел представлява блатиста област, често наводнявана от разливите на реката Шпрее. Тази особеност на терена ограничава възможностите за неговото застрояване и докато в южната по-висока част на острова още през 13. век възниква градът Кьолн, северната част много по-късно започва да се използва като градина към Берлинския дворец.
През 17. век лявото отклонение на реката Шпрее се затваря в канал, известен днес с името Купферграбен (Kupfergraben), чрез който се осушава северната част на Шпрееинзел. Между реката Шпрее и канала Купферграбен възниква участък, наречен „Кьолнско островче“ (Cöllnische Werder), на който в средата на 17. век се оформя паркът Люстгартен (Lustgarten). През следващите години територията се използва за различни цели. При управление на Великия курфюрст и неговия син Фридрих I тук се разполага оранжерия Померанценхоф (Pomeranzenhof), в която се отглеждат южни плодове, палми и екзотични растения. Оранжерията има значение и за функционирането на Люстгартен, тъй като се използва за зимното съхраняване на ценните декоративни дървета. С построяването на крепостта Берлин между 1658 и 1683 г. един от рововете се пренасочва към Шпрее. След разрушаването на крепостта тази водна връзка между Купферграбен и Шпрее се запазва, така че северната част на Шпрееинзел става самостоятелен остров.
При управление на Фридрих Вилхелм I на преден план излиза стопанското използване на територията: през 1748 г. последната запазена част на Люстгартен – оранжерията – се преустройва в склад за стоки. На пристанището се монтира дървен кран за пренасяне на стоки от корабите. През 1776 г. в близост до крана се изгражда склад за брашно, а след това и склад за сол.
През 19. век търговската насоченост при използване на терена постепенно отстъпва пред строителството на музейни сгради. През 1797 г. кралят Фридрих Вилхелм II приема предложението на археолога и историка на изкуството Алойс Хирт за изграждане на музей за древно и съвременно изкуство. През 1810 г. Фридрих Вилхелм III нарежда да се да създаде „публична, добре подбрана колекция от произведения на изкуство“. С тази заповед кралят отговаря на все по-силните призиви на образованата средна класа за достъпност на художествените колекции за широката публика.
През 1822 г. Карл Фридрих Шинкел представя план за построяване на нова музейна сграда и цялостно преустройство на северната част на Шпрееинзел. Проектът включва изграждане на няколко моста и изправяне на канала Купферграбен в близост до сградата на музея. За контролиране на строителството се назначава специална комисия, чието ръководство се поема от Вилхелм фон Хумболт. Строителството започва през 1823 г.
Първият в Прусия публичен музей, наричан днес Стар музей, отваря вратите си през 1830 г. Последователно се построяват Кралският пруски музей (1859), днес известен като Нов музей; Националната галерия (1876) – днес Стара национална галерия; музеят Кайзер Фридрих (1904) – днес музей Боде, преименуван през 1956 г. в чест на немския историк на изкуството и дългогодишен генерален директор на музеите, Вилхелм фон Боде; музеят Пергамон (1930). В сградата на Пергамон се намират сбирките на четири музея: в северното крило са събрани колекциите на Музея на немското изкуство, в източното е разположена Античната колекция с Пергамския алтар, в южното са експозициите на музеите на Предна Азия и на Ислямското изкуство. Крилото, планирано за Египетски музей, не е построено.
Към края на 1870-те години се утвърждава названието на комплекса – Музеен остров. Чрез него Прусия демонстрира своите възможности да създава музейни центрове, сравними с тези в Париж и Лондон. През 1880 г. на една конференция на директорите на музеите се приема решение на Музеен остров да се представя само „високото изкуство“, за каквото по онова време се смята единствено изкуството на Европа и Близкия Изток.
Следващите проекти за застрояването на терена имат за цел създаването на допълнителни изложбени площи за колекциите, страдащи от техен постоянен недостиг. Специално за египетската колекция още Алфред Месел планира да построи южно крило на своя музей Пергамон. Проектът не се осъществява поради многобройните технически и финансови трудности.
По време на националсоциализма новите архитектурни плановете на Берлин се разработват от Алберт Шпеер. В съответствие с тях на Музеен остров се замислят монументални строежи – правят се проекти за 4 големи музейни сгради на северния бряг на Шпрее, срещу музея Боде. Зданията се предназначени за Германски музей, Музей на 19. век и един музей за Предна Азия и Египет. Планът за последния впоследствие се променя, като структурата се предвижда да е само за Египетски музей и да е с най-голямата площ от 75000 m². За военните колекции, събрани в арсенала Цойгхауз (Zeughaus) се предвижда построяването край Купферграбен на Музей на световна война. Освен за северната част на Шпрееинзел се предлага проект и за южната му част, според който между градската железница и Фридрихщрасе трябва да се издигне нов Етнографски музей. Проектите обаче не се осъществяват поради започването на войната.
По време на Втората световна война музеите се разрушават до над 70%. Възстановяването им започва след 1950 г., но то не включва най-силно засегнатия Нов музей. Предполага се, че руини му просто ще се премахнат. Едва през 1987 г. се взема решение за започване на скъпоструващите работи по укрепване и саниране на сградите. Планира се и цялостната реконструкция на Музеен остров, но до 1990 г. тя не започва поради финансови причини. Работите започват в края на 1990 г., след обединението на Германия. През 1999 г. съветът на Фонда за пруското културно наследство приема т.нар. генерален план (Masterplan) за реконструкция на острова. Той предвижда обновяване на сградния фонд, структурно обединяване на музейния ансамбъл и реорганизация на сбирките, разделени преди 1990 г.

## Описание
Крайната северна точка на Шпрееинзел се пресича от моста Монбижу (Monbijoubrücke) и се свързва с двата бряга на реката. Двете части на моста са затворени за обществен транспорт и са вход към музея Боде – триъгълна сграда в необароков стил с голям купол, извисяващ се над Музейния остров.
На юг от музея Боде островът се пресича от линиите на градската железница. Те отделят музея Боде от разположения на юг от него музей Пергамон. Пергамон е музеят в Берлин с най-много посетители и е световноизвестен с няколко антични монументални структури, една от които е Пергамският олтар. Входната зона на музея представлява ограничен от трите крила на сградата площад, до който се стига по пешеходен мост от улица Ам Купферграбен.
Южно от музея Пергамон се намира Новият музей, който 70 години след Втората световна война стои в руини и е открит отново през октомври 2009 г. На изток от музея Пергамон е разположена Старата национална галерия. Нейната сграда има формата на античен храм с предно външно стълбище. Над входа ѝ се извисява конната статуя на Фридрих Вилхелм IV, на когото принадлежат първите скици на сградата.
Пред Старата национална галерия има открито пространство, заобиколено от три страни с колонади – Колонаден двор (Kolonnadenhof). Реставрацията му трае три години, в течение на които колонадите се ремонтират, а ограденото от тях пространство се преоформя с помощта на ниска растителност, разширена система от фонтани и бронзови скулптури от музейните колекции. В този си вид Колонадният двор е открит за публиката на 6 юни 2010 г.
На юг от Новия музей и Националната галерия островът се прекосява от улица Бодещрасе (Bodestraße), която е достъпна за транспорта през моста над западния ръкав на Шпрее; следващият мост, Фридрихсбрюке (Friedrichsbrücke), над източния ръкав на реката, е затворен за моторизиран трафик. Южно от тази улица, в западната част на острова, се разполагат Старият музей и Лустгартен, а в източната част е Берлинската катедрала. Малката улица Ам Люстгартен (Am Lustgarten), която се намира между тях, свързва Бодещрасе с важна транспортна ос – бул. Унтер ден Линден (Unter den Linden)/дворцовия площад Шлосплац (Schlossplatz)/ул. Карл-Либкнехт-Щрасе (Karl-Liebknecht-Straße) – която определя южната граница на относително спокойното движение на Музеен остров.
Северно от Берлинската катедрала, срещу Старата национална галерия се намира кестенова горичка. Всяка вечер през лятото там има особено зрелище за орнитолозите, когато десетки хиляди скорци летят към дърветата да пренощуват.

## Музеи
Петте музея на Музеен остров принадлежат на обединението „Държавни музеи на Берлин“, което от своя страна е поделение на Фонда на пруското културно наследство. Музеен остров е един от музейните центрове на Берлин, наред с Културфорум (Kulturforum) в квартала Тиргартен (Tiergarten), района около двореца Шарлотенбург и музейния център Берлин-Далем (Museumszentrum Berlin-Dahlem).
Музеите на острова съдържат предимно археологически колекции и предмети на изкуство от 19. век. На 12 юли 2019 г. е открит нов център за посетителите – галерията Джеймс Симон. Тя разполага със зали за изложби, информационен център, магазин, кафене и ресторанти. Сградата служи и като вход към Музеен остров, като осигурява достъп до свързващата четири от петте музея Археологическа променада.

### Стар музей
Старият музей представя на основния си етаж част от Античната колекция – скулптури, оръжия, златни украшения и сребърни предмети, принадлежащи на гръцката култура от времето на цикладската цивилизация до римската епоха. На горния етаж, от август 2005 г. до 2009 г., се излагат колекциите на Египетски музей. От 2010 г. тук се показва изкуството и културата на етруските и римляните.

### Нов музей
Новият музей изцяло се възстановява в съответствие с генералния план за Музеен остров и се открива на 16 октомври 2009 г. В него се разполагат сбирките на Египетски музей и Папирусна колекция – изложени са прочутият бюст на египетската царица Нефертити и други произведения на изкуство от времето на фараона Ехнатон. Освен тях тук се намират колекциите на Музея за праисторически и ранен исторически период с находките от каменната, бронзовата и желязната епохи, представени са експонатите или техни копия от разкопките в Троя и Кипър, предмети, свързани с преселение на народите, а също от ранното Средновековие и по-късните епохи.

### Пергамски музей
В трите крила на музея Пергамон са настанени: архитектурните обекти и гръцките и римските скулптури на Античната колекция; Музей на Предна Азия, представящ 6000 години на история, изкуство и култура на региона; Музей на ислямското изкуство за периода от 8. до 19. век. Музеят е световноизвестен благодарение на такива величествени реконструкции на археологическите ансамбли, като Пергамския алтар, портата на милетския пазар, портата на Ищар с фрагмент от вавилонския път за шествия и фрагмент от фасадата на двореца Мшата в Йордания. Планираното четвърто крило на музея е предназначено за монументите на Египетски музей – портата на храма Калабша, колонната зала на фараона Сахура и една фасада от Тел Халаф на музея за Предна Азия, които са разрушени от войната и понастоящем се възстановяват в едно външно хранилище на Държавните музеи.

### Стара национална галерия
Колекцията на Старата национална галерия съдържа скулптури и картини на 19. век. Представените произведения са в широк спектър – от Каспар Давид Фридрих през френските импресионисти до фреските на Назарените.

### Музей Боде
Музеят Боде, открит наново на 17 октомври 2006 г., показва в Музея на византийското изкуство предмети от 3. до 15. век. Скулптурната му сбирка съдържа италианските и немските скулптури и пластики от ранното средновековие до 18. век. В монетния кабинет на музея са представени експонатите от началото на сеченето на монети в Мала Азия през 7. век пр.н.е. до медалите и монетите на 21. век. Там са също и картините на старите майстори, избрани от фондовете на Берлинската картинна галерия.

## Генерален план на Музейния остров
Генералният план на Музейния остров (Masterplan Museumsinsel) се приема в резултат на проведен през 1993 г. архитектурен конкурс. След много дискусии в журито на конкурса той се печели от италианския архитект Джорджо Граси. Директорите на музеите предпочитат проекта на американския архитект Франк Гери, но той не се приема. През 1996 г. Граси след многобройните преработки на плана се оттегля, поради което дейностите по него – възстановяването на Новия музей, планирането и изграждането на нова сграда за колекциите – се възлагат на лондонския архитект Дейвид Чипърфийлд.
Проектът предвижда санирането на музейните сгради и привеждането на техническите съоръжения в тях в съответствие със съвременните изисквания. Същевременно се планира и структурното обединяване на отделните музеи в един общ комплекс, като за примери на такъв подход служат парижкият Лувър, Ватиканските музеи в Рим, Ермитажът в Санкт Петербург и Британският музей в Лондон. На мястото на стария двор югозападно от Новия музей, в съответствие с плана се построява входна сграда, галерия Джеймс Симон, която служи като централна отправна точка за подземната обиколка по т.нар. Археологическа променада, свързваща всичките музеи, освен Старата национална галерия. По този начин се улеснява достъпът на посетителите до отделните музеи и в същото време се предоставя допълнително пространство за разнообразни изложби. Всичките сгради на Музейния остров обаче се запазват като отделни здания със собствен вход.
През 1999 г. генералният директор на Държавните музеи на Берлин, Петер-Клаус Шустер, предлага на мястото на бившата гвардейска казарма на Купферграбен да се построи нова сграда към музея Боде, за да се представи по подобаващ начин енциклопедичният обхват на берлинските колекции от картини и скулптури. Проектът получава названието Генерален план II (Masterplan II) и цели осъществяването на една интегрирана изложба на обекти от късната античност до епохата на Просвещението. Според Шустер музеят Боде трябва да обхване всичко от Късната античност до голям ренесансов ансамбъл, а за следващата епоха да се използва новата сграда. В случай на построяването на новото здание на Купферграбен, сградата, открита в Културфорум през 1998 г. и където днес се намира колекцията на Берлинската картинна галерия, се предава на Националната галерия, която поради голям недостиг на пространство не може да покаже голяма част от пазените в хранилищата ѝ картини, като например тези, представящи изкуството на ГДР.
През 2001 г. президентът на пруската фондация за културно наследство Клаус-Дитер Леман предлага Генерален план III (Masterplan II). Идеята е музеите – Етнографският, за Източноазиатското изкуство, за Индийското изкуство и за Европейските култури, които след Втората световна война бяха преместени в Далем (район в окръг Щеглиц-Целендорф, югозападната част на Берлин), да се върнат в градския център, където са се намирали до 1920-те години. В рамките на този план, Берлинският дворец, намиращ се на съседния с Музейния остров площад Шлосплац, се преустройва в нов музей, наречен „Хумболтов форум“, за колекциите на неевропейските култури, Берлинската централна библиотека и за част от научно-историческите колекции на Хумболтовия университет. Проектът включва и създаването на „Агора“, специално пространство за провеждане на престижни мероприятия.
Според Фонда за пруското културното наследство реализацията на трите генерални плана ще превърне Музейния остров в най-големия в света универсален музей за световно изкуство и култура.
Старата национална галерия се открива на 2 декември 2001 г. след скъпоструващ ремонт. Музеят Боде също е напълно реставриран до края на 2005 г. и официално възобновява работата си на 17 октомври 2006 г. Новият музей се открива наново на 16 октомври 2009 г. Старият музей е изцяло реновиран до 2011 г. Пергамон се реконструира на части от 2008 г. Галерия Джеймс Симон е открита на 12 юли 2019 г.